# Igliczyzna
Igliczyzna – wieś w Polsce położona w województwie kujawsko-pomorskim, w powiecie brodnickim, w gminie Bartniczka.

## Podział administracyjny
W latach 1975–1998 miejscowość administracyjnie należała do województwa toruńskiego.

## Demografia
- W roku 1882: 141 osób w 14 budynkach
- W roku 1895: 101 osób w 12 budynkach
- W roku 1921: 81 osób w 13 budynkach
- W roku 2006: 90 osób
- W marcu 2011: 123 osoby[1]

Obecnie (III 2011 r.) jest ona jedenastą co do wielkości miejscowością gminy Bartniczka.